# Dal (gerecht)

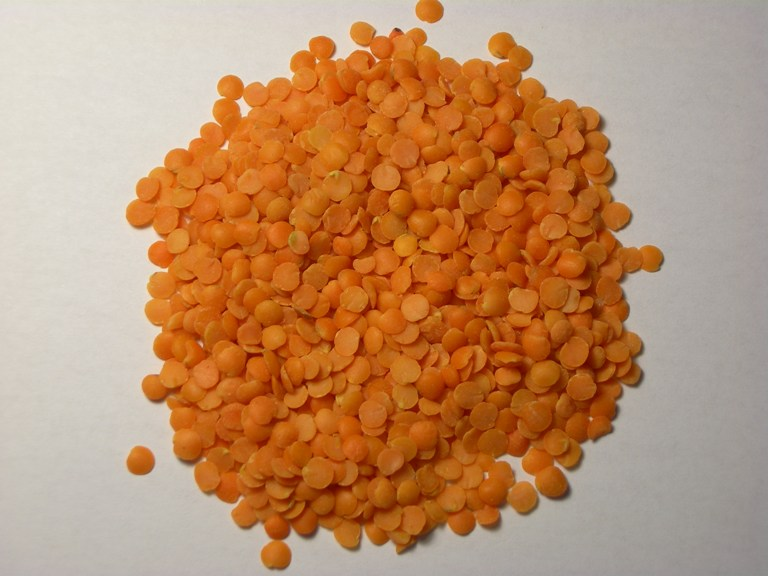
Rode linzen voor de bereiding

Dal (soms daal, dahl of dhal) is een gerecht uit de Indiase keuken gemaakt van peulvruchten (gedroogde linzen, erwten of bonen) die ontvliesd en gebroken zijn. De peulvruchten worden met kruiden en specerijen tot een soep of brij gekookt, die dal genoemd wordt. Men serveert er groenten en rijst bij, en brood zoals roti, chapati of naan.
De peulvruchten vormen een bron van eiwitten. Dal wordt veel gegeten in India, Nepal, Pakistan, Sri Lanka en Bangladesh en is ook onderdeel van de Surinaamse keuken.
Het woord dāl komt van de Sanskriet werkwoordstam dal-, wat 'splitsen, breken, openen' betekent. Het woord 'dal' betekent dus 'gebroken peulvrucht'. Met de bijnaam dahl khor (dal-eter) wordt enigszins denigrerend verwezen naar mensen op het Indisch subcontinent die op het platteland wonen.

## Gebruikte peulvruchten
Voor het gerecht wordt, afhankelijk van het gerecht en de streek, een hele reeks peulvruchten gebruikt:
- linzen (Lens culinaris) – de linze bestaat in verschillende grootten en kleuren, dus men spreekt van grauwe linzen (ongepeld), oranje linzen en groene linzen (de "lentille de Puy" is een bekende variëteit van groene linze). Linzen die niet gebroken zijn, noemt men in Indië masoor.
- rode linzen – masoor dahl
- oranje linzen – toor dahl, tuvar dahl of arhar dahl - in het Engels pigeon pea of red gram
- kikkererwten – chana dahl - ook wel kekererwten genoemd (Cicer arietinum)
- spliterwten – matar dahl - worden veel gebruikt in Guyana, Trinidad en de Verenigde Staten (Pisum sativum)
- mungboon – moong dahl - in het Engels green gram (Vigna radiata)
- mungboon – urad dahl - in het Engels black gram (Vigna mungo)
- rode bonen – lobya dahl - die we beter kennen als chilibonen

## Soorten dal
De namen van de gerechten kunnen verwijzen naar het soort peulvrucht:
- chana dahl: kikkererwten
- matar dahl: spliterwten
- masoor dahl: linzen

De namen verwijzen ook naar de bereiding:
- tarka dahl: linzenbrij (kan gaan van een soep tot een soort dikke saus) met het specerijenmengsel "tarka"
- khadi dahl: dal die niet platgekookt of gemalen is (letterlijk "dal die staat")
- dahl makhani: dal met boter (makhani = met boter)
- khatti dahl: zure dal (met tamarinde)
- meethi dahl: zoete dal (met vruchten zoals dadels)

De namen worden ook gecombineerd
- khatti meethi dahl: dal op zoetzure wijze (bijvoorbeeld met tamarinde, asafoetida en dadels)
- dahl bhat: linzen en rijst (bhat is gekookte rijst)
- dahl bhat tarkari: linzen, rijst en groenten (tarkari is een groentecurry, meestal met aardappelen en bloemkool)

## Bereiding van dal
Dalgerechten zijn eenvoudig te bereiden. Het begint er mee dat de (gebroken en ontvliesde) peulen worden gekookt, in water met zout en soms met wat kurkuma (geelwortel). Aan het eind van de kooktijd voegt men dan een kruidenmengsel toe, dat tarka, tadka, chaunk of baghaar, vaghar of thalimpu genoemd wordt.

## Tarka
Tarka bestaat uit een mengsel van specerijen die gesauteerd zijn in een klein beetje olie. De ingrediënten verschillen per streek en volgens de voorkeur van de kok.
Meestal begint men met zaden in hete olie enkele seconden te fruiten: komijnzaad, mosterdzaad, fenegriek, gedroogde rode piment en soms asafoetida.
Dan voegt men, op gematigd vuur, gember (geraspt, ragfijn gesneden of gevijzeld), knoflook en ui toe, en men stooft dit een tiental minuten verder. Zodra de ui begint te kleuren voegt men gemalen of gevijzelde specerijen toe: korianderzaad of korianderpoeder, chilipoeder, garam masala (een specerijenmengsel), kurkuma. Als de tarka klaar is, wordt hij door de dal geroerd. In sommige dalgerechten voegt men ook tomaat toe.

## Sambar
In het zuiden van Indië gebruikt men dal bij de bereiding van het populaire gerecht sambar (of sambhar). Dat is een kruidige soep van rode linzen en groenten, bereid met tamarinde, asafoetida en groenten. De smaak van de sambar hangt af van de groenten die gebruikt worden.